# Maurycy Minkowski
Maurycy Minkowski (ur. 1881 w Warszawie, zm. 23 listopada 1930 w Buenos Aires) – polski malarz pochodzenia żydowskiego.

## Życiorys
Pochodził z rodziny warszawskich, dobrze sytuowanych Żydów, w dzieciństwie miał wypadek, przez który stał się głuchy. Od wczesnego dzieciństwa wykazywał talent plastyczny, gdy miał siedem lat został uczniem Instytutu Głuchoniemych, ponadto uczył się rysunku na prywatnych lekcjach. W 1901 rozpoczął studia na krakowskiej Akademii Sztuk Pięknych w pracowniach Józefa Mehoffera, Jana Stanisławskiego i Leona Wyczółkowskiego, ukończył je w 1905 zdobywając złoty medal. Po opuszczeniu Akademii udał się w podróż do Odessy, chciał zobaczyć skutki pogromu Żydów, swoje szokujące wrażenia uwiecznił w serii obrazów. Następnie wyjechał do Warszawy, skąd wyruszył w podróż po zachodniej Europie, zatrzymywał się w Berlinie, Dreźnie, Monachium i Wiedniu. W 1908 dotarł do Paryża, gdzie osiadł na stałe, ale często wracał do Polski. Uczestniczył w plenerach malarskich organizowanych w Kazimierzu Dolnym, Śniatyniu i Kraśniku, jego prace były wystawiane w warszawskiej Zachęcie, w Wilnie i Łodzi. W 1921 jego prace pokazano na wystawie sztuki artystów żydowskich w Warszawie, a dwa lata później warszawska gmina żydowska była organizatorem indywidualnej wystawy jego obrazów. Poza ojczyzną prace Maurycego Minkowskiego prezentowały galerie w Londynie, Berlinie, Paryżu, Królewcu i Petersburgu, brały udział również w Belgii i Niemczech. W listopadzie 1930 wyjechał do Argentyny, by uczestniczyć w przygotowaniach do wystawy swoich obrazów. Zginął w wypadku samochodowym na jednej z ulic Buenos Aires 23 listopada 1930. Planowana wystawa odbyła się jako wystawa pośmiertna w Galerii Müllera, została przygotowana przez Argentyńskie Stowarzyszenie Hebrajskie.

## Twórczość

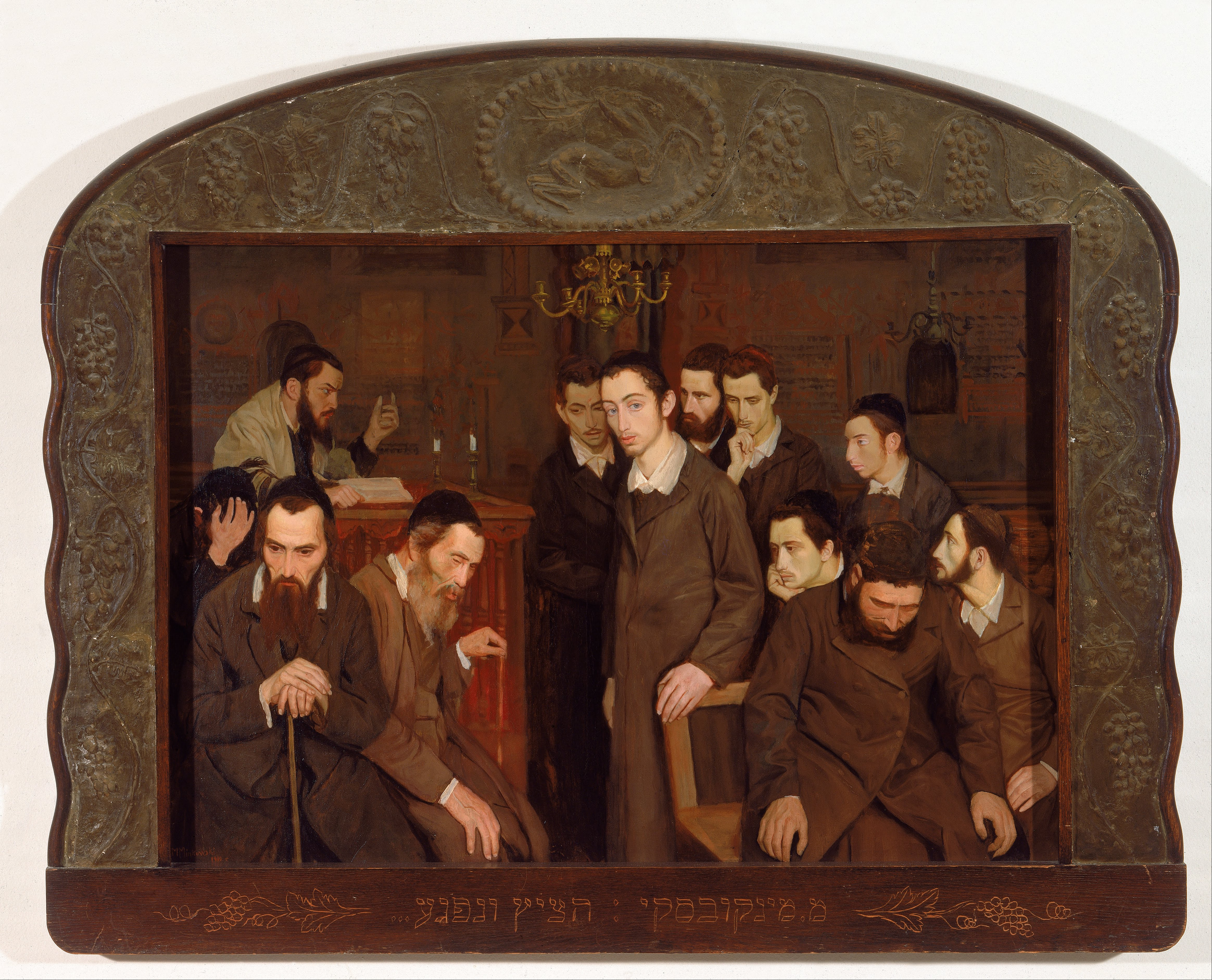
„Rzucił spojrzenie i oszalał” (1910)

Twórczość Maurycego Minkowskiego to realistyczne malarstwo o tematyce żydowskiej, począwszy od wizyty w Odessie powracał do kwestii pogromów. Wiele obrazów przedstawia obrzędowość chasydzką, mistycyzm i kulturę, ale także biedę i ubóstwo niższych warstw społecznych.